# Torsång
Torsång – miejscowość (tätort) w Szwecji, w regionie administracyjnym (län) Dalarna, w gminie Borlänge.
Według danych Szwedzkiego Urzędu Statystycznego liczba ludności wyniosła: 712 (31 grudnia 2015), 806 (31 grudnia 2018) i 817 (31 grudnia 2019).